# Ієссен Олександр Олександрович
Олександр Олександрович Ієссен (11(23).7.1896, С.-Петербург — 31.3.1964, Ленінград) — радянський археолог, фахівець з археології та давньої історії Кавказу бронзової доби, з історії виробництва металу на території СРСР при первісно общинному ладі. Автор ряду робіт по міжплемінним й етнокультурним зв'язкам й первісному мистецтву.

## Біографія
Олександр Ієссен народився 11 (23) липня 1896 року в Петербурзі. Після закінчення гімназії у 1913 році, він навчався у Михайлівському артилерійському училищі. Закінчив прискорені курси у 1916 році, Ієссен брав участь у Першій світовій війні; у 1919—1922 роках служив у РСЧА.
У 1925 році Ієссен закінчив Археологічне відділення факультету суспільних наук Ленінградського університету. Був учнем Олександра Міллера. З 1926 працював у Державній академії історії матеріальної культури (ДАІМК). З 1937 старший науковий співробітник; у 1934 вчений секретар Інституту археологічної технології.
Поряд з постійною роботою у Ленінградському відділенні Інституту археології АН СРСР (ЛВІА) на посаді старшого наукового співробітника Олександр Ієссен з 1927 по 1960 рік пропрацював у Державному Ермітажі. Він був одним з творців й керівників (у 1936—1955 роках) відділу історії первісної культури. Під час німецько-радянської війни Ієссен був одним з керівників евакуації колекцій Ермітажу до Свердловська.
У 1944—1945 роках Ієссен був професором Уральського університету.